# Melvin Small
Melvin Small (New York City, 14 marzo 1939) è uno storico statunitense, esperto di storia della diplomazia americana ed ex presidente della Peace History Society.
Professore emerito di storia alla Wayne State University di Detroit, nel Michigan, è autore del volume Johnson, Nixon and the Doves (1988)

## Biografia
Dopo essersi laureato al Dartmouth College, conseguì il dottorato presso l'Università del Michigan,
Dopo gli anni 2000, concentrò le sue ricerche e pubblicazioni sul periodo del primo dopoguerra, con particolare attenzione alla Guerra del Vietnam, al movimento pacifista e alle presidenze di Johnson e Nixon.
Le monografie e i numerosi articoli teorici rivelano un interesse personale nelle relazioni fra l'opinione pubblica, la politica interna e la politica estera. 

Fu co-investigatore di Correlates of War, un progetto di ricerca lanciato nel '63 dall'Università del Michigan per stabilire un'analisi quantitativa delle cause dei conflitti armati nel corso dei secoli e a livello globale.
Inoltre, fu un revisore di ristoranti per il Metro Times, consigliere della National Collegiate Athletic Association per la Wayne State University e preside di facoltà.
Fra gli altri scritti di Small si ricordano: Democracy and Diplomacy (1996), The Presidency of Richard Nixon (1999), Antiwarriors (2002) e  At the Water's Edge (2005), fra gli altri libri.